# Júlio Botelho
Júlio Botelho, ismertebb nevén: Julinho (São Paulo, 1929. július 29. – São Paulo, 2003. január 11.), brazil válogatott labdarúgó.
A brazil válogatott tagjaként részt vett az 1953-as Dél-amerikai bajnokságon és az 1954-es világbajnokságon.

## Sikerei, díjai
Portuguesa
- Torneio Rio-São Paulo (2): 1952, 1955

Fiorentina
- Olasz bajnok (1): 1955–56

Palmeiras
- Campeonato Paulista (3): 1959, 1963, 1966
- Taça Brasil (1): 1960
- Torneio Rio-São Paulo (1): 1965

Brazília
- Dél-amerikai ezüstérmes (1): 1953